# Parachrysina amadomartinezi
Parachrysina amadomartinezi är en skalbaggsart som beskrevs av Deloya och Moron 1988. Parachrysina amadomartinezi ingår i släktet Parachrysina och familjen Rutelidae. Inga underarter finns listade i Catalogue of Life.